# كاميرا أشعة غاما

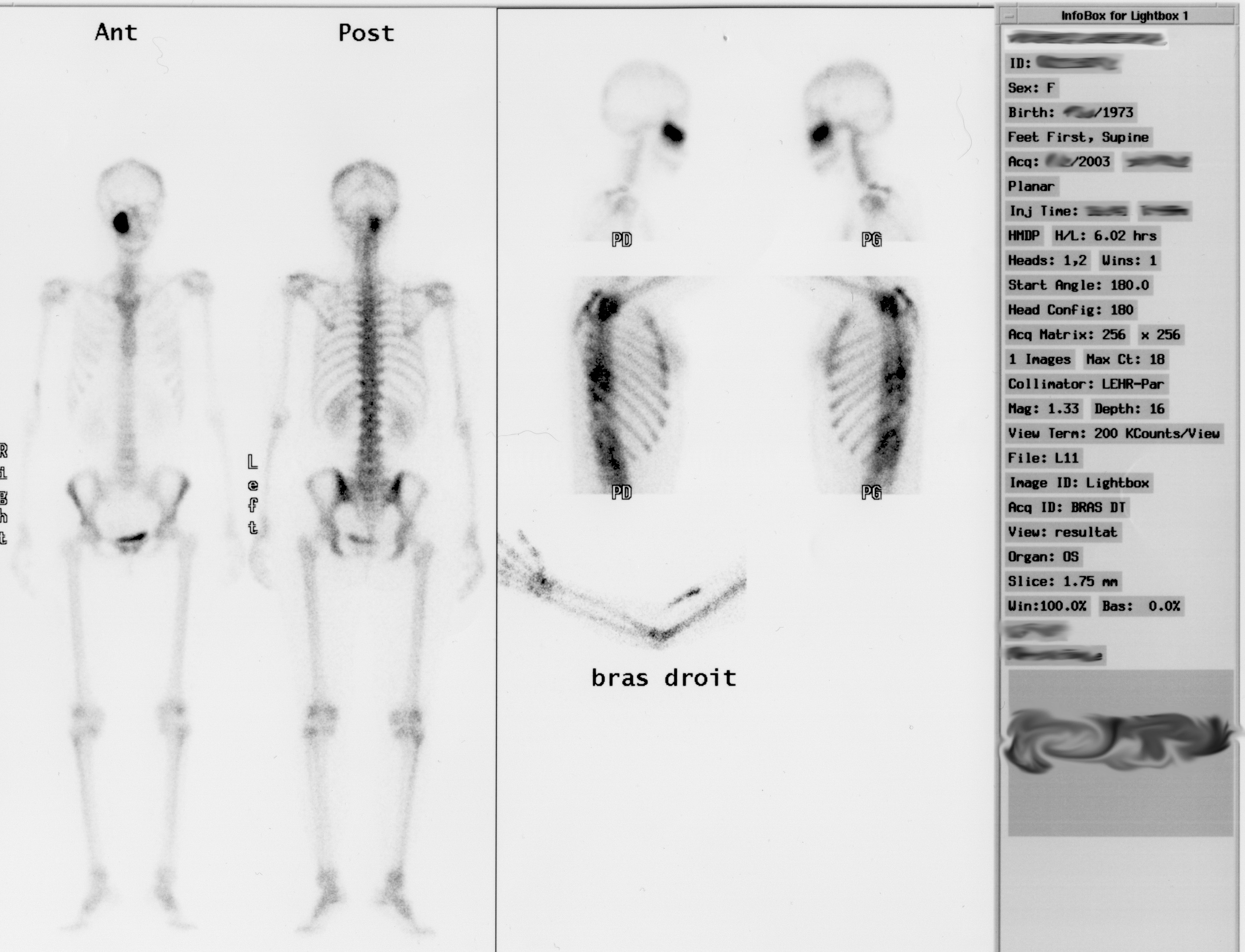
تصوير العظام بالفحص الوميضي.إلى اليسار:قبل حقن المادة المشعة ،إلى اليمين :بعد حقن المادة المشعة.

كاميرا أشعة غاما في الطب النووي (بالإنجليزية: gamma camera)
أو كاميرا وميضية أو سنتيليشن كاميرا هي كامير لتصوير أشعة غاما الصادرة من نظائر مشعة، وهي تستخدم في التصوير الوميضي scintigraphy. ويستخدم التصوير الوميضي لدراسة توزيع جرعات بعض الأدوية في جسم الإنسان، وكذلك في التصوير الطبي لتصوير وتحليل صور أعضاء الجسم البشري أو توزيع النظائر المشعة التي تعطي في بعض الحالات للمرضي بغرض إجراء الفحوصات الطبية والتشخيص.
تشع النظائر المشعة في المريض أشعة غاما ويجري تصويرها خارج الجسم بواسطة كاميرا أشعة غاما.

## تركيبها

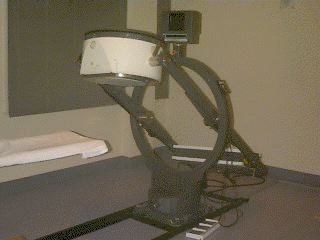
كاميرا أشعة غاما

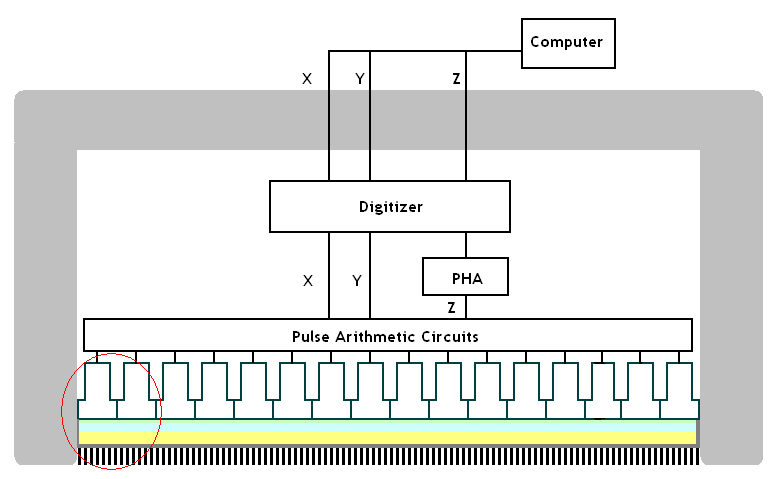
مقطع في كاميرا أشعة غاما.

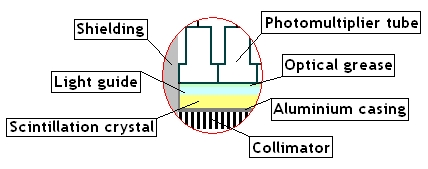
تفاصيل المقطع في كاميراا أشعة غاما.

تتكون كاميرا أشعة غاما من بلورة مسطحة ملامسة لعدة صمامات تضخيم ضوئي وهذا النظام وموصل بحاسوب الذي يضبط عمل الكاميرا ويقوم في نغس الوقت بالتقاط الصور وتخزينها.
وتقوم الكاميرا بتسجيل وعد أشعة غاما الآتية من عضو المريض تحت الفحص والتي تمتصها البلورة في الكاميرا. وعادة تستخدم بلورة مسطحة كبيرة من يوديد الصوديوم مشوبة بعنصر الثاليوم. وقد اكتشف تلك لطريقة الحساسة لعد أشعة غاما العالم الفيزيائي روبرت هوفشتاتر عام 1948.
).
وتصدر البلورة وميضا ضوئيا عند التقاطها بشعاع من أشعة غاما. فعندما ينفذ شعاع غاما من جسم المريض إلى الخارج (ويكون قد حقن من قبل بنظير مشع مناسب) فيصطدم الشعاع بأحد إلكترونت ذرة يود في البلورة ،وينشأ عن ذلك وميضا عندما يعود الإلكترون المفصول عن الذرة إلى مكانه فيها.
وبعد إصدار الإلكترون للوميض فإنه يسجل عن طريق صمام تضخيم ضوئي الملامسة لسطح البلورة ويرسل نبضة كهربائية إلى الحاسوب الذي يقوم بعد الإشعاعات.
فيقوم الحاسوب بتكوين صورة مسطحة (ثنائية الأبعاد) لتلك الطبقة بحسب اختلافات عدد لإشعاعات القادمة منها على شاشة الحاسوب. فتبين الصورة توزيع ونسبة تركيز أشعة المادة المشعة في عضو المريض المصور.

صورة متحركة بعد خروج الأشعة من الجسم تدخل نظام أنابيب توازي Collimator ويخرج بعضها منه ليسقط على البلورة، فينتج أومضة تحولها الصمامات الضوئية إلى نبضات كهربائية يسجلها الحاسوب. وظيفة نظام أنابيب التوازي تحسين وضوح الصورة.

## التباينالفراغي
من أجل الحصول على معلومات فراغية (أشكال الأحجام) من خلال قياس أشعة غاما صادرة مثلا من قلب شخص بعد حقنه بمادة مشعة، وتكون عادة ثاليوم-201 أو تكنيسيوم-99m ، وهي مواد تستخدم في التشخيص، فإننا نحتاج إلى نظام يؤول كل شعاع مسجل إلى مكان صدوره من الجسم.
والطريقة هي وضع نظام الأنابيب المتوازية قبل مدخل البلورة. ويكون نظام الأنابيب المتوازية هذا مصنوعا من الرصاص لأن الرصاص يمتص اشعة غاما بشدة. ونظام الأنابيب هذا يكون طوله بيم 5و2 سم إلى 7 سنتيمتر وبه آلاف من الفتحات الأنبوبية الشكل.وبذلك تحدد مسارات الفوتونات المارة خلاله ولا يسقط على البلورة سوي الأشعة المارة خلال الأنابيب، وأما الأشعة التي لا تكون موازية للأنابيب فإن جدران الأنابيب الرصاصية تمتصها. بذلك تتكون صورة واضحة للعضو المصاب.

## اقرأ أيضا
- تصوير طبي
- تصوير طبي بأشعة غاما
- تصوير طبي بموجات فوق صوتية
- تصوير طبي بأشعة غاما